# Sadina
Sadina (bułg. Садина) – wieś w Bułgarii, w obwodzie Tyrgowiszte, w gminie Popowo. W 2024 roku liczyła 664 mieszkańców.